# Temporada 2012-13 da PSL
A Premier Soccer League 2012-2013 ou ABSA Premiership foi a 17º edição da Premier Soccer League, principal competição de futebol da África do Sul. Com a participação de 16 clubes
Kaizer Chiefs foi o campeão, e o vice Platinum Stars F.C..

## Regulamento
- Turnos: O torneio teve a participação de 16 clubes que jogaram entre si em dois turnos ( turno e returno ), onde a vitória vale 3 pontos e o empate vale 1. O clube que somar maior número de pontos é declarado o campeão, sem precisar jogar partidas finais.

- Rebaixamento: Os dois últimos colocados foram automaticamente rebaixados para a Segunda Divisão da edição 2013-2014, sendo substituídos pelos dois melhores colocados da Segunda Divisão da edição 2012-2013.

## Equipes e estádios
| Time                | Local de CT                 | Província     | Estádio                   | Capacidade |
| ------------------- | --------------------------- | ------------- | ------------------------- | ---------- |
| Ajax Cape Town      | Cape Town (Parow)           | Western Cape  | Cape Town Stadium         | 55 000     |
| AmaZulu             | Durban (Durban North)       | Kwazulu-Natal | Moses Mabhida Stadium     | 54 000     |
| Bidvest Wits        | Johannesburg (Braamfontein) | Gauteng       | Bidvest Stadium           | 5 000      |
| Black Leopards      | Polokwane                   | Limpopo       | Peter Mokaba Stadium      | 45 000     |
| Bloemfontein Celtic | Bloemfontein                | Free State    | Seisa Ramabodu Stadium    | 20 000     |
| Chippa United       | Nyanga                      | Western Cape  | Philippi Stadium1         | 10 000     |
| Free State Stars    | Bethlehem                   | Free State    | Charles Mopeli Stadium    | 35 000     |
| Golden Arrows       | Umlazi                      | Kwazulu-Natal | King Zwelithini Stadium   | 10 000     |
| Kaizer Chiefs       | Johannesburg (Soweto)       | Gauteng       | FNB Stadium (Soccer City) | 94 700     |
| Mamelodi Sundowns   | Chloorkop                   | Gauteng       | Loftus Versfeld Stadium   | 52 000     |
| Maritzburg United   | Pietermaritzburg            | Kwazulu-Natal | Harry Gwala Stadium       | 10 700     |
| Moroka Swallows     | Johannesburg (Soweto)       | Gauteng       | Dobsonville Stadium       | 24 000     |
| Orlando Pirates     | Johannesburg (Soweto)       | Gauteng       | Orlando Stadium           | 36 400     |
| Platinum Stars      | Rustenburg (Phokeng)        | North West    | Royal Bafokeng Stadium    | 45 000     |
| Supersport United   | Pretoria (Atteridgeville)   | Gauteng       | Lucas Moripe Stadium      | 28 900     |
| Tuks FC             | Pretória                    | Gauteng       | Tuks Stadium              | 8,000      |

## Classificação final
| #  | Equipa                 | J  | V  | E  | D  | GP | GC | SG  | Pts | Classificação                          |
| -- | ---------------------- | -- | -- | -- | -- | -- | -- | --- | --- | -------------------------------------- |
| 1  | Kaizer Chiefs (C) (Q)  | 30 | 15 | 12 | 3  | 48 | 21 | +27 | 57  | Qualificado para CAF Champions League  |
| 2  | Platinum Stars         | 30 | 17 | 5  | 8  | 48 | 27 | +21 | 56  |                                        |
| 3  | Orlando Pirates        | 30 | 14 | 10 | 6  | 39 | 23 | +16 | 52  |                                        |
| 4  | Bidvest Wits           | 30 | 11 | 11 | 8  | 34 | 32 | +2  | 44  |                                        |
| 5  | Bloemfontein Celtic    | 30 | 11 | 9  | 10 | 32 | 33 | −1  | 42  |                                        |
| 6  | SuperSport United (Q)  | 30 | 8  | 17 | 5  | 30 | 26 | +4  | 41  | Qualificado para CAF Confederation Cup |
| 7  | Free State Stars       | 30 | 10 | 11 | 9  | 32 | 32 | 0   | 41  |                                        |
| 8  | University of Pretoria | 30 | 8  | 16 | 6  | 34 | 29 | +5  | 40  |                                        |
| 9  | Moroka Swallows        | 30 | 11 | 7  | 12 | 41 | 41 | 0   | 40  |                                        |
| 10 | Mamelodi Sundowns      | 30 | 9  | 12 | 9  | 31 | 27 | +4  | 39  |                                        |
| 11 | Maritzburg United      | 30 | 9  | 12 | 9  | 31 | 31 | 0   | 39  |                                        |
| 12 | AmaZulu                | 30 | 7  | 11 | 12 | 22 | 35 | −13 | 32  |                                        |
| 13 | Golden Arrows          | 30 | 8  | 7  | 15 | 28 | 39 | −11 | 31  |                                        |
| 14 | Ajax Cape Town         | 30 | 7  | 10 | 13 | 34 | 46 | −12 | 31  |                                        |
| 15 | Chippa United          | 30 | 6  | 10 | 14 | 28 | 41 | −13 | 28  | Qualificado para PSL Playoff           |
| 16 | Black Leopards (R)     | 30 | 5  | 8  | 17 | 34 | 63 | −29 | 23  | Rebaixado para National First Division |

Última atualização em 18 May 2013
Fonte: http://www.kickoff.com/league/201213-absa-premiership/match-centre#tab_mc-table
Regras para classificação: 1º pontos; 2º saldo de gols; 3º gols pró.
(C) = Campeão; (R) = Rebaixado; (P) = Promovido; (O) = Vencedor do play-off; (A) = Classificado para a próxima fase. 
Somente aplicável se a temporada não tiver terminado: 
(Q) = Classificado para a fase do torneio indicada; (TQ) = Classificado para o torneio, mas não para a fase indicada; (DQ) = Desclassificado do torneio.

- Vencedor da Nedbank Cup qualificado para a CAF Confederation Cup.